# Stade Orăsenesc de Mioveni
Le Stadion Orăsenesc (également connu sous le nom de Stadionul Mioveni ou Stadionul Dacia) est un stade de la ville de Mioveni utilisé par l'équipe de football CS Mioveni. Après la promotion de l'équipe en Ligue II en 2003, la mairie a entamé la construction d'une deuxième partie des tribunes. Cela a commencé avec la tribune officielle, qui dispose de sièges spéciaux pour la presse dans la partie supérieure et d'une cabine pour assurer la transmission audio-vidéo des matchs. Actuellement, le stade a une capacité de 10 000 places.
L'installation nocturne a été inaugurée en mai 2007, à l'occasion du match amical entre Dacia Mioveni et le champion de Roumanie de l'époque, le Dinamo Bucarest. Le premier match de Dacia en Ligue I s'est joué dans ce stade le 28 juillet 2007 contre le Rapid. À côté du terrain de jeu se trouve un bâtiment qui abrite tous les services nécessaires à un stade de football : vestiaires, douches, sauna, cabinet médical, mini-hôtel.

## References
1. ↑  « CS MIOVENI » (consulté le 3 mars 2024)